# Mel Gibson
Mel Gibson (n. 3 ianuarie 1956, Peekskill⁠(d), New York, SUA) este un actor, regizor, producător și scenarist american. Una din marile sale realizări o constituie filmul Patimile lui Hristos, pe care l-a regizat și finanțat.
S-a născut cu numele Mel Columcille Gerard Gibson într-o familie irlandeză catolică, împreună cu care se mută în Australia în 1968.

## Carieră
Dorindu-și să devină jurnalist, Gibson studiază la Institutul Național de Artă Dramatică din Sydney, în compania unor oameni remarcabili precum Judy Davis. Inițial, tânărul actor avea trac pe scenă și era încă student când a jucat în Summer City (1976). După absolvire a jucat în câteva roluri secundare la South Australia Theatre Company. În 1979, Gibson a jucat în două filme total diferite. În drama "Tim", tânărul actor de 22 de ani avea rolul unui retardat. Rolul i-a adus un premiu Sammy (unul dintre marile premii australiene). Cel de-al doilea film a fost Mad Max, unde a jucat rolul unui polițist din viitor într-o lume aproape distrusă de un război nuclear. Succesul din ambele filme îl transformă într-o vedetă. Aceste filme au fost urmate de drama Gallipoli (1981) care i-a adus un al doilea premiu Sammy pentru cel mai bun actor, Mad Max 2 (1981), The Year of Living Dangerously (1983), The Bounty (1984), și Mad Max Beyond ThunderdomeP (1985), alături de cântăreața Tina Turner. A urmat o pauză de doi ani, însă avea să se întoarcă alături de Danny Glover în filmul lui Richard Donner, Lethal Weapon. Alte filme: Hamlet (1990), The Man Without a Face (1993), Maverik (1994), în 1995 joacă și regizează Braveheart cu care câștigă premiul Academiei pentru cel mai bun regizor, Conspiracy Theory (1997), Payback (1999), We Were Soldiers (2000) și Signs (2002).
Ulterior, după acumulări artistice și materiale, respectiv după înființarea propriei sale case de filme, și-a arătat talentele sale regizorale în Patimile lui Hristos și Apocalypto, filme care au avut efecte puternice, dar polarizate asupra spectatorilor.

## Biografie
Mel Columcille Gerard Gibson s-a născut al șaselea din cei unsprezece copii ai lui Hutton Gibson și Ann Gibson. Mama sa era australiană și a murit în decembrie 1990. Deși s-a născut în America, Mel și familia lui s-au mutat în New South Wales, Australia. Mel este căsătorit cu Robyn Moore din 1980 și alături de ea are șapte copii. O fată, Hannah, nascută în 1980, doi gemeni Edward și Christian născuți în 1982, Willie, născut în 1985, Louis în 1988, Milo în 1990 și Tommy, născut în 1999.
Pentru filmul "Passion of the Christ", pe care l-a regizat, scris și produs a cheltuit 25 de milioane de dolari din propriul buzunar, dar a câștigat 210 milioane din profituri plus alte 150 pe care nu le-a încasat încă. În 2004 a câștigat mai mulți bani decât Oprah Winfrey, J.K. Rowling, Tiger Woods, Michael Schumacher și Steven Spielberg. Alături de Warren Beatty, Clint Eastwood, Robert Redford, Richard Attenborough și Kevin Costner se numără printre câștigătorii Oscarului pentru cea mai bună regie, deși aceștia sunt cunoscuți mai mult ca actori decât ca regizori.
În decembrie 2004 a cumpărat insula Mago din Fiji de la un hotel japonez, pentru care a plătit 15 milioane de dolari și plănuiește să o transforme în locul lui personal de relaxare. Insula are două lagune și o incredibilă plajă cu nisip alb.

## Filmografie
Primul rol al lui Gibson a fost filmul australian Summer City. De-a lungul mai multor decenii, rolurile sale, regia și producțiile sale i-au adus lui Mel Gibson multiple nominalizări și câștigarea a numeroase premii, câștigând peste 2,5 miliarde dolari americani numai în Statele Unite.
| An   | Film                               | Rol                              | Note |
| ---- | ---------------------------------- | -------------------------------- | --- |
| 1977 | Summer City                        | Scallop                          | |
| 1977 | I Never Promised You a Rose Garden | Jucător de baseball              | Necreditat |
| 1979 | Mad Max                            | Mad Max Rockatansky              | |
| 1979 | Tim                                | Tim                              | Australian Film Institute Award for Best Actor in a Leading Role |
| 1980 | The Chain Reaction                 | Bearded mechanic                 | Necreditat |
| 1981 | Mad Max 2                          | Max Rockatansky                  | aka The Road Warrior Nominalizat la —Saturn Award for Best Actor |
| 1981 | Gallipoli                          | Frank Dunne                      | Australian Film Institute Award for Best Actor in a Leading Role |
| 1982 | Year of Living Dangerously         | Guy Hamilton                     | Nominalizare—Australian Film Institute Award for Best Actor in a Leading Role |
| 1982 | Attack Force Z                     | Captain P.G. (Paul) Kelly        | |
| 1984 | Mrs. Soffel                        | Ed Biddle                        | |
| 1984 | The River                          | Tom Garvey                       | |
| 1984 | The Bounty                         | Fletcher Christian               | |
| 1985 | Mad Max Beyond Thunderdome         | Mad Max                          | Max Rockatansky |
| 1987 | Lethal Weapon                      | Sergeant Martin Riggs            | |
| 1988 | Tequila Sunrise                    | Dale "Mac" McKussic              | |
| 1989 | Lethal Weapon 2                    | Sergeant Martin Riggs            | |
| 1990 | Hamlet                             | Prince Hamlet                    | |
| 1990 | Air America                        | Gene Ryack                       | |
| 1990 | Bird on a Wire                     | Rick Jarmin                      | |
| 1992 | Pururea tânăr                      | căpitanul Daniel McCormick       | |
| 1992 | Lethal Weapon 3                    | Sergeant Martin Riggs            | MTV Movie Award for Best Action Sequence MTV Movie Award for Best On-Screen Duo (with Danny Glover) Nominalizare—MTV Movie Award for Best Kiss (with Rene Russo) Nominalizare—MTV Movie Award for Most Desirable Male |
| 1993 | The Man Without a Face             | Justin McLeod                    | |
| 1993 | The Chili Con Carne Club           | Mel                              | |
| 1994 | Maverick                           | Bret Maverick                    | |
| 1995 | Pocahontas                         | John Smith                       | Voice |
| 1995 | Braveheart                         | William Wallace                  | Nominalizare—MTV Movie Award for Best Performance - Male Nominalizare—MTV Movie Award for Most Desirable Male |
| 1996 | Ransom                             | Tom Mullen                       | Blockbuster Entertainment Awards: Favorite Actor—Suspense Nominalizare—Golden Globe Award for Best Actor – Motion Picture Drama                                                                                       |
| 1997 | FairyTale: A True Story            | Tatăl lui Frances                | Necreditat |
| 1997 | Conspiracy Theory                  | Jerry Fletcher                   | Blockbuster Entertainment Awards—Favorite Actor—Suspense |
| 1997 | Fathers' Day                       | Scott the Body Piercer           | Necreditat |
| 1998 | Lethal Weapon 4                    | Sergent Martin Riggs             | Nominalizare—MTV Movie Award for Best Action Sequence (cu Danny Glover) |
| 1999 | Payback                            | Porter                           | |
| 2000 | What Women Want                    | Nick Marshall                    | Nominalizare—Golden Globe Award for Best Actor – Motion Picture Musical or Comedy |
| 2000 | The Patriot                        | Benjamin Martin                  | Blockbuster Entertainment Awards: Favorite Actor—Drama People's Choice Awards—Favorite Motion Picture Star in a Drama Nominalizare—MTV Movie Award for Best Performance - Male                                        |
| 2000 | Chicken Run                        | Rocky Rhodes                     | Voce |
| 2000 | The Million Dollar Hotel           | Detective Skinner                | |
| 2002 | We Were Soldiers                   | Lt. Col. Hal Moore               | |
| 2002 | Semne                              | Reverend Graham Hess             | |
| 2003 | The Singing Detective              | Dr. Gibbon                       | |
| 2004 | Paparazzi                          | Anger Management Therapy Patient | Necreditat |
| 2006 | Who Killed the Electric Car?       | În rolul său                     | |
| 2010 | Edge of Darkness                   | Thomas Craven                    | |
| 2011 | The Beaver                         | Walter Black                     | |
| 2012 | How I Spent My Summer Vacation     |                                  | |

| An   | Film                      | Note |
| ---- | ------------------------- | --- |
| 1993 | The Man Without a Face    | |
| 1995 | Braveheart                | Academy Award for Best Director Golden Globe Award for Best Director Broadcast Film Critics Association Award for Best Director National Board of Review Special Achievement in Filmmaking ShoWest Award: Director of the Year Nominalizare—BAFTA Award for Best Direction Nominalizare—Directors Guild of America Award |
| 2004 | The Passion of the Christ | Satellite Award for Best Director |
| 2006 | Apocalypto                | |

| An   | Film                        | Note |
| ---- | --------------------------- | --- |
| 1992 | Forever Young               | Producător executiv - necreditat |
| 1995 | Braveheart                  | Academy Award for Best Picture Nominalizare—BAFTA Award for Best Film not in the English Language |
| 2000 | The Three Stooges           | Televiziune Producător executiv |
| 2001 | Invincible                  | Televiziune Producător executiv |
| 2003 | Family Curse                | Televiziune Producător executiv |
| 2003 | The Singing Detective       | |
| 2004 | The Passion of the Christ   | People's Choice Awards—Favorite Motion Picture Drama |
| 2004 | Paparazzi                   | |
| 2005 | Leonard Cohen: I'm Your Man | Televiziune Producător executiv |
| 2006 | Apocalypto                  | Nominalizare—Golden Globe Award for Best Foreign Language Film Nominalizare—BAFTA Award for Best Film not in the English Language Nominalizare—Broadcast Film Critics Association Award for Best Foreign Language Film |
| 2008 | Another Day in Paradise     | Televiziune |

| An   | Film                      | Note |
| ---- | ------------------------- | ---- |
| 2004 | The Passion of the Christ |      |
| 2006 | Apocalypto                |      |